# Кале (Велес)
Кале, още Велешкото кале или Велешката твърдина (на македонска литературна норма: Кале), е антична и средновековна крепост, разположена над град Велес, Северна Македония.

## Местоположение
Кале се намира на 2 km южно от Велес, южно от устието на Тополка във Вардар. Калето е продълговато плато, отгоре напълно равно и със стръмни склонове, 50-60 m над реките. По-малко седло в южната част я отделя от по-високите планини. От Калето се контролират два важни пътя, минаващи в подножието му - Вардарската магистрала и старият път Велес — Прилеп, който върви по Тополка.

## История

### Античност
В южната част на платото се издига малка могила, върху която в късноримско време е построена малка крайпътна стража. През V и VI век тя е преустроена в много силен акропол, подсилен от няколко кули и бастиони. Платото северно от него с размери 350 х 80  m е оградено със стена, за настаняване на населението.

### Средновековие
Стратегическото значение на крепостта се осъзнава и през Средновековието. Славянското селище на това място е кръстено Велес. Старият акропол е преустроен и Велес става църковен и регионален център през X век. В историческите събития от XIII век нараства ролята на Велес като географска връзка между Средното и Горно Повардарие, Пелагония и Брегалница. Сега около кастрона е изградена нова стена, чиято дължина достига цели 470 m. Новата стена е разположена извън по-старите останки, но върви успоредно на тях и е подсилена от множество кули и масивни бастиони от северната и южната страна. Части от източната градска стена са запазени и днес на височина до 8,5 m, почти до първоначалния венец. Стената е широка само 1,3-1,6 m. Главната порта е изградена в североизточната част. Акрополът получава нови стени и поне 5 кули.
От един слаб извор южно от Калето е довеждана вода през керамични тръби до крепостта. На склона североизточно от крепостта, в тясната зона до Вардар и устието на Тополка, се оформя малко гражданско предградие. През XIV век тук са изградени църквите „Света Неделя“, „Свети Димитър“ и „Свети Никола“. В северния край са погребвали мъртвите - тук са открити гробове с накит от XIII - XIV век.
В писмени документи Велес се споменава няколко пъти. В грамотата на Василий II Българоубиец от 1019 година Велес е посочен като енорийско седалище под юрисдикцията на епископа на Пелагония. През целия XIII век Велес няколко пъти сменя господарите си; първо е под Стрез от Просек, после под Епир, България, Никейската империя. Запазено е подробно описание как никейският император Теодор II Ласкарис в 1255 година връща Велес под своя власт, принуждавайки гарнизона от 500 българи да му се предаде.
В 1272 година е отбеляан военният управител архонт Теодор Калабак. В 1330 година, след битката при Велбъжд, сърбите превземат от Византия граничните крепости Велес, Чрешче и Просек. С изместването на границата далеч на юг, Велес губи предишното си стратегическо значение. В рамките на стените продължава да съществува цивилното градче Велес с площ от 3,5 ha. Според Франц Бабингер османците превземат Велес вероятно в 1385 година.
При пресичането на реката на два километра северно от християнския град турците основали ново селище - село Кюприли, а в Калето оставили малък военен гарнизон. Само предградието останало живо и през XIX век там все още имало една къща. Днес там действат само трите споменати църкви.